# .338 라푸아 매그넘

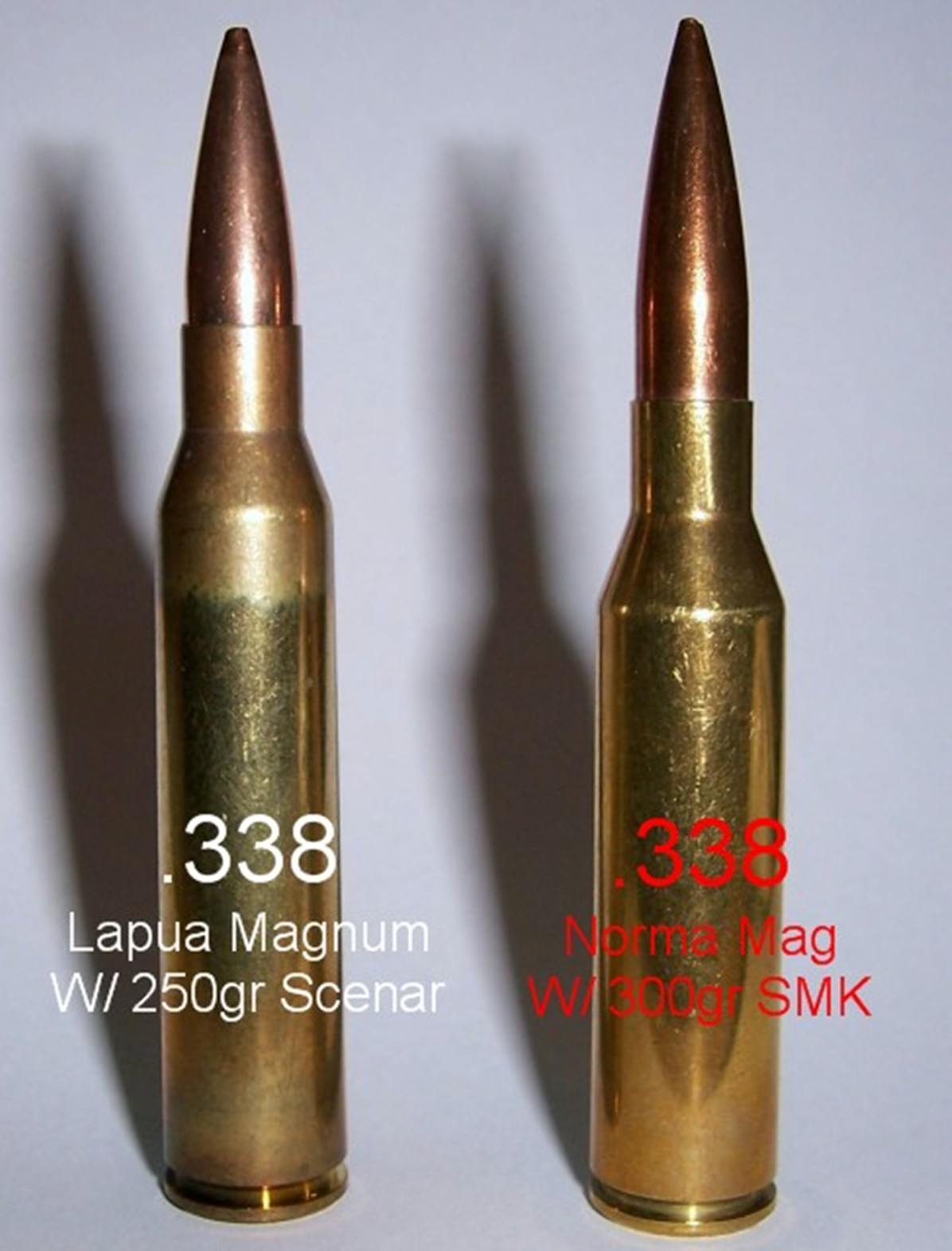
.338 Norma Magnum 옆에 위치한 .338 라푸아 매그넘 카트리지.

338 라푸아 매그넘(8.6x70mm 또는 8.58x70mm)은 장거리 저격총을 위해 개발된 탄약이다. 미국 육군의 저격총 M24 SWS A3이 사용하는데, M24 SWS A3의 유효사거리는 1500 m에 이른다.
또한 338 라푸아 매그넘은 300 윈체스터 매그넘을 개조제작한 것이다.

## 같이 보기
- 저격소총 목록